# Stenocorus schaumii
Stenocorus schaumii là một loài bọ cánh cứng trong họ Cerambycidae.